# Uładzimir Anculewicz
Uładzimir Iwanawicz Anculewicz (biał. Уладзімір Іванавіч Анцулевіч, ros. Владимир Иванович Анцулевич, Władimir Iwanowicz Anculewicz; ur. 15 maja 1954 w Żydomli) – białoruski fizyk, nauczyciel, dziennikarz i polityk; kandydat nauk fizyczno-matematycznych w dziedzinie optyki (odpowiednik polskiego stopnia doktora).

## Życiorys
Urodził się 15 maja 1954 roku we wsi Żydomla, w rejonie grodzieńskim obwodu grodzieńskiego Białoruskiej SRR, ZSRR. W 1976 roku ukończył Białoruski Uniwersytet Państwowy im. Lenina, uzyskując specjalność fizyka. W 1989 roku otrzymał stopień kandydata nauk fizyczno-matematycznych w dziedzinie optyki (odpowiednik polskiego stopnia doktora). Temat jego dysertacji kandydackiej został opatrzony uwagą „spec-”. W latach 1976–1993 pracował w Instytucie Fizyki Akademii Nauk Białoruskiej SRR (od 1991 roku pod nazwą: Akademia Nauk Białorusi) jako stażysta badacz, młodszy pracownik naukowy, kierownik sekcji, główny konstruktor Wyspecjalizowanego Biura Konstruktorsko-Technologicznego Instytutu Fizyki, pracownik naukowy, starszy pracownik naukowy. Był docentem Katedry Metodyki Wykładania Fizyki jednej z uczelni. W latach 1993–1996 był nauczycielem informatyki w Gimnazjum Nr 5 w Mińsku. W latach 1996–1999 pełnił funkcję redaktora działu w miesięczniku „Mastactwa” (pol. Sztuka).
Wchodził w skład Białoruskiego Frontu Ludowego (BFL) od momentu jego powstania. W 1992 roku stał na czele grupy inicjatorów przeprowadzenia ogólnokrajowego referendum w sprawie rozwiązania Rady Najwyższej XII kadencji i przeprowadzenia przedterminowych wyborów według nowej ordynacji wyborczej. W ciągu dwóch miesięcy grupa zebrała 442 tysiące podpisów obywateli Białorusi popierających tę inicjatywę, co stanowiło ok. 7% wszystkich wyborców. Uładzimir Anculewicz był przewodniczącym komisji wyborczej BFL i członkiem Sejmu BFL (organu zarządzającego organizacją). Po wyborach parlamentarnych w 1995 roku, w których BFL nie zdobył ani jednego mandatu, 10 czerwca podczas zjazdu BFL Anculewicz podał się do dymisji ze stanowiska szefa komisji wyborczej organizacji. W tym samym roku odszedł także z władz BFL z powodu rozbieżności między nim i przywódcą Frontu Zianonem Pazniakiem. W latach 1995–1999 był współprzewodniczącym Społecznego Centrum Naukowo-Analitycznego „Białoruska Perspektywa”. W 1996 roku stał na czele społecznej Komisji ds. Nadzoru nad Referendum, zainicjowanym przez prezydenta Alaksandra Łukaszenkę. Komisja zebrała ponad dwa tysiące dokumentów świadczących o naruszeniach ordynacji wyborczej i fałszerstwach podczas głosowania. W 1997 roku pełnił funkcję sekretarza naukowego Uniwersytetu Ludowego – najbardziej masowego programu „Białoruskiej Perspektywy”.
Po wycofaniu się z działalności politycznej powrócił do pracy pedagogicznej. Jest nauczycielem fizyki w mińskim Gimnazjum Nr 5.

## Prace
Uładzimir Anculewicz opublikował ponad 70 prac naukowych z zakresu optyki fizycznej. Zamieszcza w prasie publikacje na temat problemów społeczno-politycznych.

## Nagrody
- Nagroda Specjalnej Fundacji Prezydenta Republiki Białorusi na rzecz Wspierania Utalentowanej Młodzieży;
- nagroda Mińskiego Miejskiego Komitetu Wykonawczego w nominacji „Stworzenie Warunków w Placówce Oświaty, Nastawionych na Rozwój Potencjalnych Zdolności Silnie Zmotywowanych i Uzdolnionych Uczniów”[2].

## Życie prywatne
Uładzimir Anculewicz jest żonaty, ma dwóch synów.